# 창녕 관룡사 원음각
창녕 관룡사 원음각(昌寧 觀龍寺 圓音閣)은 대한민국 경상남도 창녕군 창녕읍, 관룡사에 있는 건축물이다.
1985년 11월 14일 경상남도의 문화재자료 제140호 관룡사 원음각으로 지정되었다가, 2018년 12월 20일 현재의 명칭으로 변경되었다.

## 개요
관룡사는 신라시대에 지었으며 원음각은 조선 인조 12년(1634)에 세웠다. 그 이후 역사는 알 수 없지만 건물에서 발견한 기록을 보면 영조 39년(1763)에 다시 지었다는 기록이 있다.
원음각은 대성전을 중심축으로 약간 서쪽으로 기울여 세운 것이 특색이다. 절 경내에는 [창녕 관룡사 대웅전|관룡사 대웅전]](보물 제212호), 관룡사 약사전(보물 제146호), 관룡사 석조약사여래좌상(보물 제519호), 관룡사 용선대 석조석가여래좌상(보물 제295호) 등의 문화재를 보존하고 있다.

## 같이 보기
- 관룡사

## 참고 자료
- 관룡사원음각 - 국가유산청 국가유산포털